# Ясьонна (Скерневицький повіт)
Ясьонна (пол. Jasionna) — село в Польщі, у гміні Болімув Скерневицького повіту Лодзинського воєводства.
Населення — 314 осіб (2011).
У 1975—1998 роках село належало до Скерневицького воєводства.

## Демографія
Демографічна структура станом на 31 березня 2011 року:
|          | Загалом | Допрацездатний вік | Працездатний вік | Постпрацездатний вік |
| -------- | ------- | ------------------ | ---------------- | -------------------- |
| Чоловіки | 154     | 32                 | 102              | 20                   |
| Жінки    | 160     | 36                 | 92               | 32                   |
| Разом    | 314     | 68                 | 194              | 52                   |